# Vadžrapáni
Vadžrapáni (skt; tibetsky Čhagna Dordže, česky. dosl. Držící diamant nebo hromoklín) je jeden z nejznámějších bódhisattvů v mahájánovém buddismu. Je ochránce a průvodce Buddhy a symbolizuje sílu realizace všech buddhů. V buddhistické ikonografii je Vadžrapáni často zobrazován s Avalókitéšvarou a Maňdžušrím, přičemž Avalókitéšvara zosobňuje Buddhův soucit, Maňdžušrí Buddhovu moudrost a Vadžrapáni právě jeho sílu.

## Původ

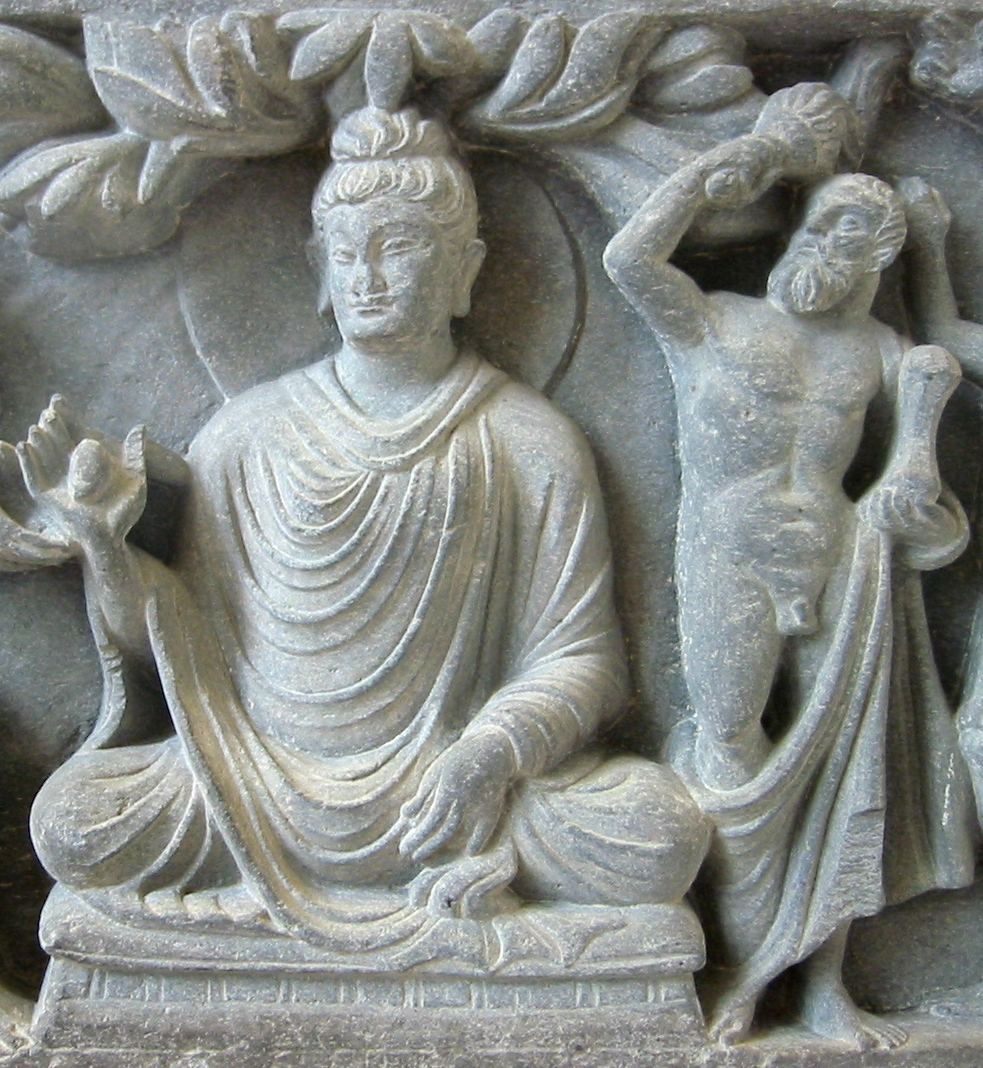
Gautama Buddha a Vadžrapáni-Héraklés

Na nejstarších vyobrazeních je Vadžrapáni evropského (řeckého) vzhledu v podobě mocného siláka s atletickou postavou a dlouhým vousem, identifikován jako polobožský hrdina Héraklés, držící svůj atribut – typický kyj. Některým autorům předmět připomíná spíše hromoklín a přiklánějí se k tezi, že jde spíše o Dia. To podporuje indický učenec Buddhaghóša, který ztotožnil Vadžrapániho s jiným hromovládcem, indickým Indrou. Jisté je v obou případech, že na počátku vývoje této buddhistické postavy se podílely helénistické představy příchozích řeckých osadníků tvořících styl tzv. gandhárské neboli řecko-buddhistické umění.